# Ptilocichla
Ptilocichla és un gènere d'ocells que ha patit recents reubicacions taxonòmiques. Fins fa poc classificat a la família dels timàlids (Timaliidae), actualment el COI el situa als pel·lornèids (Pellorneidae). Les tres espècies troben només a l'arxipèlag malai.

## Taxonomia
Segons la classificació del Congrés Ornitològic Internacional (versió 15.1, 2025) el present gènere està format per 3 espècies:
- Ptilocichla mindanensis - turdina de les Filipines.
- Ptilocichla leucogrammica - turdina de Borneo.
- Ptilocichla falcata - turdina de Palawan.